# Xenojulis margaritaceus
Xenojulis margaritaceus is een  straalvinnige vissensoort uit de familie van lipvissen (Labridae). De wetenschappelijke naam van de soort is voor het eerst geldig gepubliceerd in 1883 door Macleay.
De soort staat op de Rode Lijst van de IUCN als niet bedreigd, beoordelingsjaar 2009.